# Catedral de San José (Abu Dabi)
La Catedral de San José es una iglesia católica en el Emirato de Abu Dabi en los Emiratos Árabes Unidos. La primera iglesia fue construida en 1962 en un terreno donado por el Sheikh Shakbut, el gobernante de Abu Dabi en ese momento. El 19 de marzo de 1981, la iglesia se trasladó a su actual ubicación en Abu Dabi. El 25 de febrero de 1983, la Iglesia se convirtió en una catedral al servicio del vicariato apostólico de Arabia del Sur con el obispo Bernard G. Gremoli como obispo residente. La jurisdicción del Vicariato se compone de los países de Omán, los Emiratos Árabes Unidos y Yemen. El 30 de enero de 2005, tras la jubilación de Gremoli, el obispo Paul Hinder, fue ordenado obispo.
Para 2009, la parroquia cuenta con más de 100.000 miembros pertenecientes a más de 100 nacionalidades.